# Lichuan
Lichuan is een stad in de provincie Hubei van China. Lichuan is gelegen in de prefectuur Enshi en telde in 1999 826.857 inwoners. Gelegen langs de weg Wuhan - Sichuan. Door Lichuan loopt de nationale weg G318.